# کالین بارلو
کالین بارلو (انگلیسی: Colin Barlow; ۱۴ نوامبر ۱۹۳۵ – ۲۰ دسامبر ۲۰۱۸) بازیکن فوتبال اهل بریتانیا بود.
از باشگاه‌هایی که در آن بازی کرده‌است می‌توان به باشگاه فوتبال دونکستر راورز، باشگاه فوتبال منچستر سیتی، و باشگاه فوتبال اولدهام اتلتیک اشاره کرد.